# Gaetano Lodi
Gaetano Lodi (Crevalcore, 27 novembre 1830 – Bologna, 3 dicembre 1886) è stato un pittore e ornatista italiano nella fase di passaggio dall'eclettismo al floreale.

## Biografia
Gaetano Lodi nacque a Crevalcore al n. 31 della via che attualmente porta il suo nome, da Luigi Lodi, di professione guardia civica e sagrestano della chiesa della Beata Vergine della Concezione, e da Maddalena Fanti, merciaia. Ancora molto giovane perdette il padre, colpito durante un inseguimento, e la famiglia visse in condizioni di ristrettezza; ciononostante Gaetano riuscì a studiare all'Accademia di belle arti di Bologna lavorando contemporaneamente come aiuto dell'ornatista Andrea Pesci, col quale dipinse decorazioni nei palazzi bolognesi Dal Monte, Rossi e Bonora. Nel 1859 decorò il teatro comunale di San Giovanni in Persiceto. Messosi per conto proprio, lavorò a Bologna nel Caffè del Corso di via Santo Stefano alla decorazione della «sala delle Signore», quindi fu scelto dall'architetto Antonio Cipolla per dipingere il portico e alcune sale interne della Banca d'Italia di via Farini, che lo tennero impegnato dal 1862 al '65; sempre a questo periodo risale il suo intervento nella sala del teatro Brunetti, ora non più esistente.
Decora varie stanze in Casa Sanguinetti, già Donzelli, in via Mazzini n. 34 a Bologna.
Per i Reali d'Italia lavorò allo scalone del Palazzo Reale di Torino e nella Villa medicea di Poggio a Caiano; queste opere gli valsero la nomina (1867) a «pittore ornatista ordinario della Real Casa». Fu poi a Milano, chiamatovi dall'architetto Giuseppe Mengoni; quindi, ancora per la famiglia reale, decorò il Casino del Gombo a San Rossore (c. 1870); nel 1870-71, a Roma, dipinge nel Palazzo del Quirinale gli stemmi del Salone dei Corazzieri ed esegue le decorazioni dell'atrio.

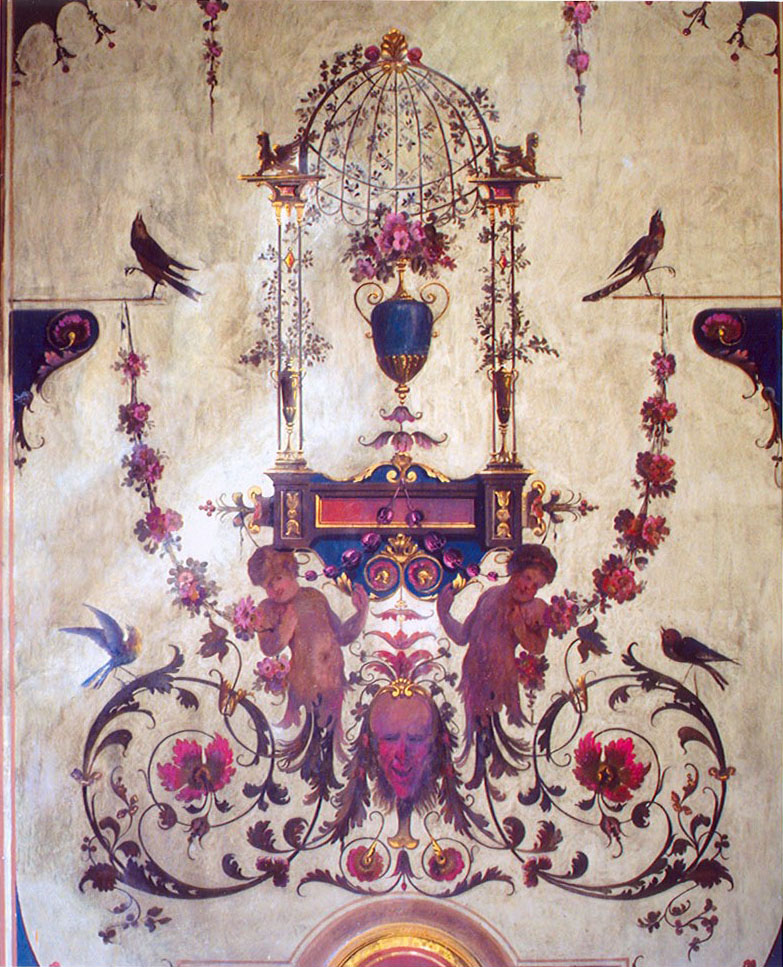
Gaetano Lodi, Bozzetto per decorazione parietale.

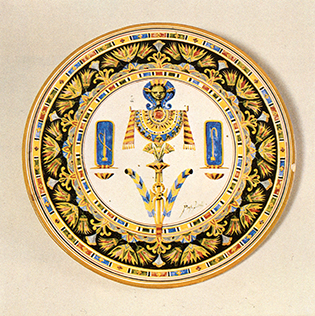
Maiolica con decorazione policroma (fantasia egizia) eseguita presso la Cooperativa Ceramica d'Imola (1885).

Nominato accademico ordinario e professore corrispondente dell'Accademia di belle arti di Firenze, nel 1871 divenne socio onorario di quella bolognese. Nel 1873 fu attivo in Egitto alla decorazione dell'harem di Giza; nel 1874 eseguì decorazioni nel palazzo del Khedivè al Cairo, e intanto disegnava le maioliche per il servizio da tavola del sovrano egiziano che venivano confezionate a Firenze da Ginori. Nel febbraio del 1877, al definitivo reimpatrio dall'Egitto (aveva nel frattempo sposato la fiorentina Luisa Messeri), lasciava l'abitazione crevalcorese per trasferirsi a Bologna, dove otteneva, dopo varie vicissitudini, la cattedra di ornato all'Accademia di Belle Arti (1878). La decorazione del teatro di Crevalcore (1878-79) è la sua ultima opera di rilievo; fino alla morte, che lo avrebbe colto all’età di cinquantasei anni, il 3 dicembre 1886, nell'abitazione bolognese di via delle Belle Arti n. 18, Lodi dividerà la sua attività fra l'insegnamento all'Accademia e la direzione della Società Cooperativa di Ceramica di Imola. La notorietà di cui godeva si offuscò rapidamente dopo la sua morte sia perché l'arco di tempo relativamente breve (circa un ventennio) in cui è distribuita la sua attività di decoratore – per di più dispersa fra diverse città italiane e l'Egitto – non gli consentì di lasciare un gruppo compatto di opere sulle quali si sarebbero potute fondare adeguate valutazioni critiche, sia perché la pittura decorativa andava ormai perdendo la ragguardevole posizione fra le specialità pittoriche in cui era stata a lungo tenuta. Nel plafond del teatro di Crevalcore riesce tuttavia di intuire quale fosse la direzione in cui tale tipo di pittura si stava muovendo: vi si leggono senza difficoltà i presagi del Liberty emiliano, movimento che ebbe del resto in un allievo del Lodi, Augusto Sezanne, uno dei suoi protagonisti.